# Голон Михран
Голон Михран, познат и као Михран Михревандак, је био сасанидски спахбед, а такође је био и марзбан персијске Јерменије од 572 до 574. године. Голона је споменуо Себеос као сасанидског заповедника у Јерменији. Такође је био члан куће Михран.

## Биографија
Године 572. Вардан III Мамиконијан побунио се против марзбана Чихор Вишнаспа и убио га. Хозроје I је тада послао Голона Михрана на челу војске од двадесет хиљада људи да поврате Jeрменију, али Голон је поражен у Тарону од Вардана Мамиконијана, који је његове ратне слонове присвојио као ратни плен. Након пораза напредовао је према кавкаској Иберији, где је поново поражен.
Потом је напао Јужну Јерменију на челу друге војске од двадесет хиљада људи, заједно са неким ратним слоновима, "наредбом да истребе становништво Јерменије, да униште, убију, и да разоре земљу без милости". Заузео је град Англ у Багреванд, а шта се након тога догодило није познато.

## Потомци
Бахрам Чобин, чувени михранидски спахбед и на кратко шаханшах, тврдио је да је унук Голона Михрана.